# Air-Midwest-Flug 5481
Am 8. Januar 2003 stürzte eine Beechcraft 1900D auf dem Air-Midwest-Flug 5481 (operierend als US-Airways-Express-Flug 5481) kurz nach dem Start vom Flughafen Charlotte ab. Die eingesetzte Maschine der Air Midwest sollte einen Linienflug von Charlotte (North Carolina) nach Greenville (South Carolina) absolvieren. Bei dem Unfall kamen alle 21 Insassen ums Leben. Zudem wurde eine weitere Person am Boden leicht verletzt.

## Flugverlauf
Im Rahmen eines Kooperationsvertrag hatte US Airways die Regionalfluggesellschaft Air Midwest mit der Durchführung des Flugbetriebs auf der Strecke von Charlotte nach Greenville beauftragt. Die Auftragsflüge erfolgten unter dem Markenauftritt US Airways Express sowie mit US-Airways-Flugnummern.
Die Beechcraft 1900D hob anfangs normal vom Charlotte Douglas International Airport ab, stieg aber während und nach dem Einfahren des Fahrwerks steil auf, wodurch die Geschwindigkeit rapide abnahm. Als das Flugzeug schließlich einen Anstellwinkel von 54° erreichte, riss die Strömung an den Tragflächen ab. Während des Absturzes streifte die Maschine einen Hangar. Sie schlug 37 Sekunden nach dem Start auf und fing Feuer. Alle 19 Passagiere und die beiden Piloten kamen ums Leben.

## Absturzursache
Infolge eines Fehlers bei der Wartung der Höhenrudersteuerseile konnte das Höhenruder nur noch einen maximalen Ausschlagwinkel von 7° AND (Aircraft Nose Down) erreichen. Normalerweise liegt dieser bei 14° bis 15°.
Durch eine Überladung der Maschine und das Einziehen des Fahrwerks wurde die Maschine während des Steigfluges so stark hecklastig, dass zum Ausgleich ein Höhenruderausschlag von mindestens 9° bis 10° AND nötig gewesen wäre. Wegen des auf 7° limitierten Ausschlags konnte die Besatzung den Steigflug nicht abflachen. Das Flugzeug geriet somit in einen unkontrollierbaren Flugzustand und stürzte ab.

## Medien
Die kanadische Fernsehsendung Mayday – Alarm im Cockpit behandelt in der Folge „Fatales Gewicht“ (Staffel 5, Episode 1) diesen Unfall.